# Metro de Nagoya
El metro de Nagoya (名古屋市営地下鉄, Nagoya Shiei Chikatetsu) és un dels sistemes de transport públic de la ciutat de Nagoya. Posat en servei l'any 1957, és el tercer metro del Japó després dels de Tòquio i de Osaka.
La xarxa consta de 6 línies i 87 estacions, per una longitud total de poc més de 93 km. Està gestionat pel bureau de transports de la vila de Nagoya (名古屋市交通局, Nagoya-shi Kōtsūkyoku). El 2017, el metro transportava al voltant d’1,3 milions de passatgers al dia de mitjana. Tots els cotxes i estacions estan equipats amb aire condicionat.

## Xarxa
| Símbol | Lletra | Línia | Nom               | Nom japonès | Longitud (km) | Estacions | Ample de via (mm) |
| ------ | ------ | ----- | ----------------- | ----------- | ------------- | --------- | ----------------- |
|        | H      | 1     | Línia Higashiyama | 東山線      | 20,6          | 22        | 1.435             |
|        | M      | 2 i 4 | Línia Meijō       | 名城線      | 26,4          | 28        | 1.435             |
|        | E      | 2     | Línia Meikō       | 名港線      | 6,0           | 7         | 1.435             |
|        | T      | 3     | Línia Tsurumai    | 鶴舞線      | 20,4          | 20        | 1.067             |
|        | S      | 6     | Línia Sakura-dōri | 桜通線      | 19,1          | 21        | 1.067             |
|        | K      | 7     | Línia Kamiiida    | 上飯田線    | 0,8           | 2         | 1.067             |

### Línia 1: Línia Higashiyama

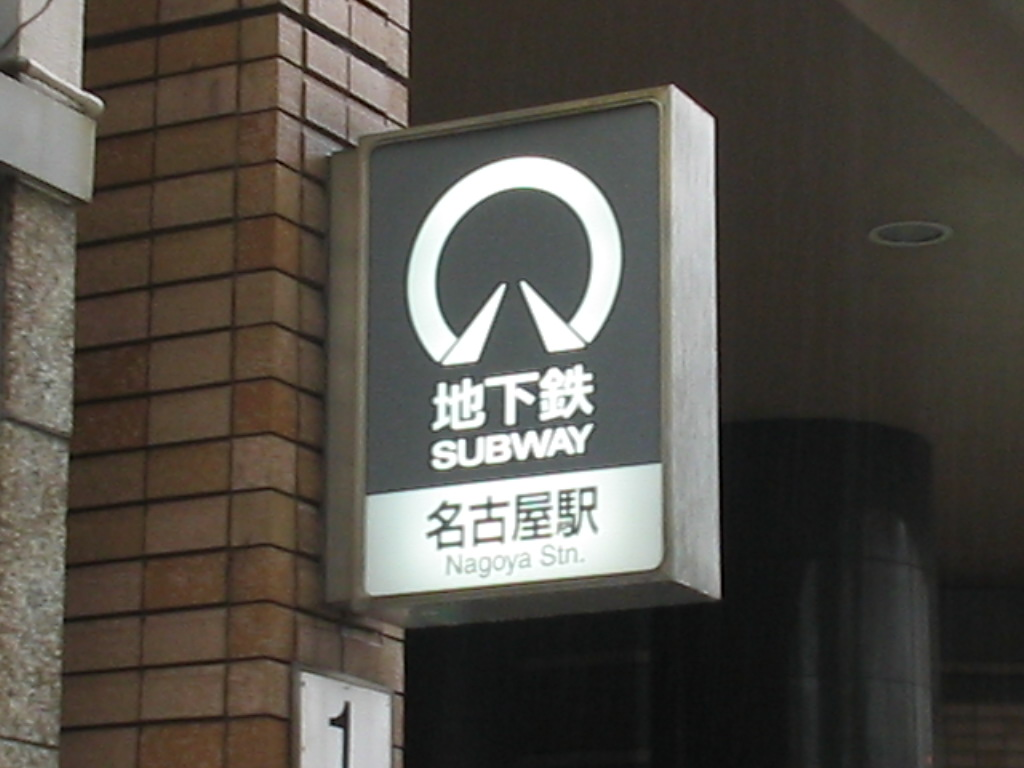
Logo del metro de Nagoya al carrer

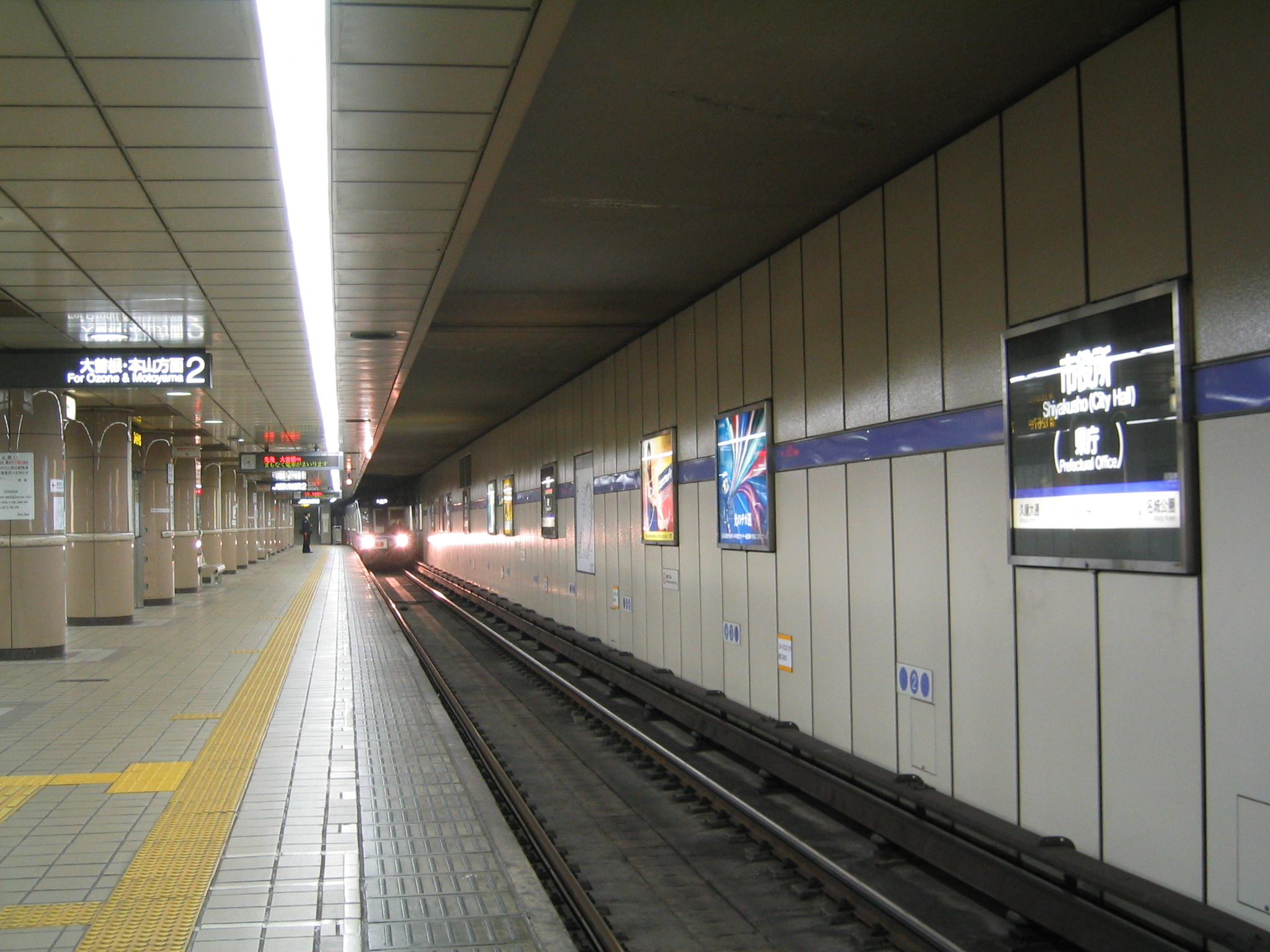
Moll de la parada Shiyakusho (ajuntament)

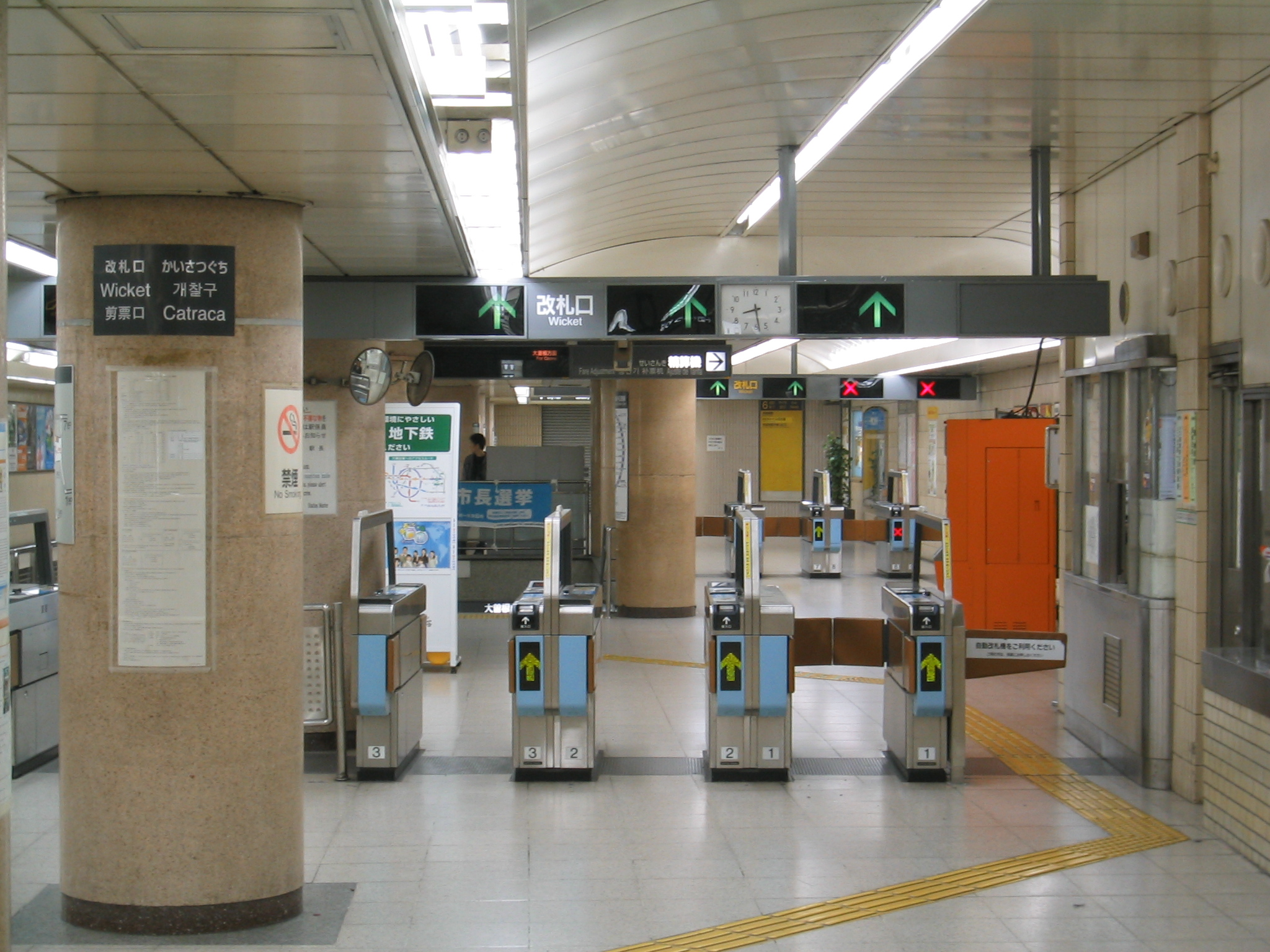
Portes de control

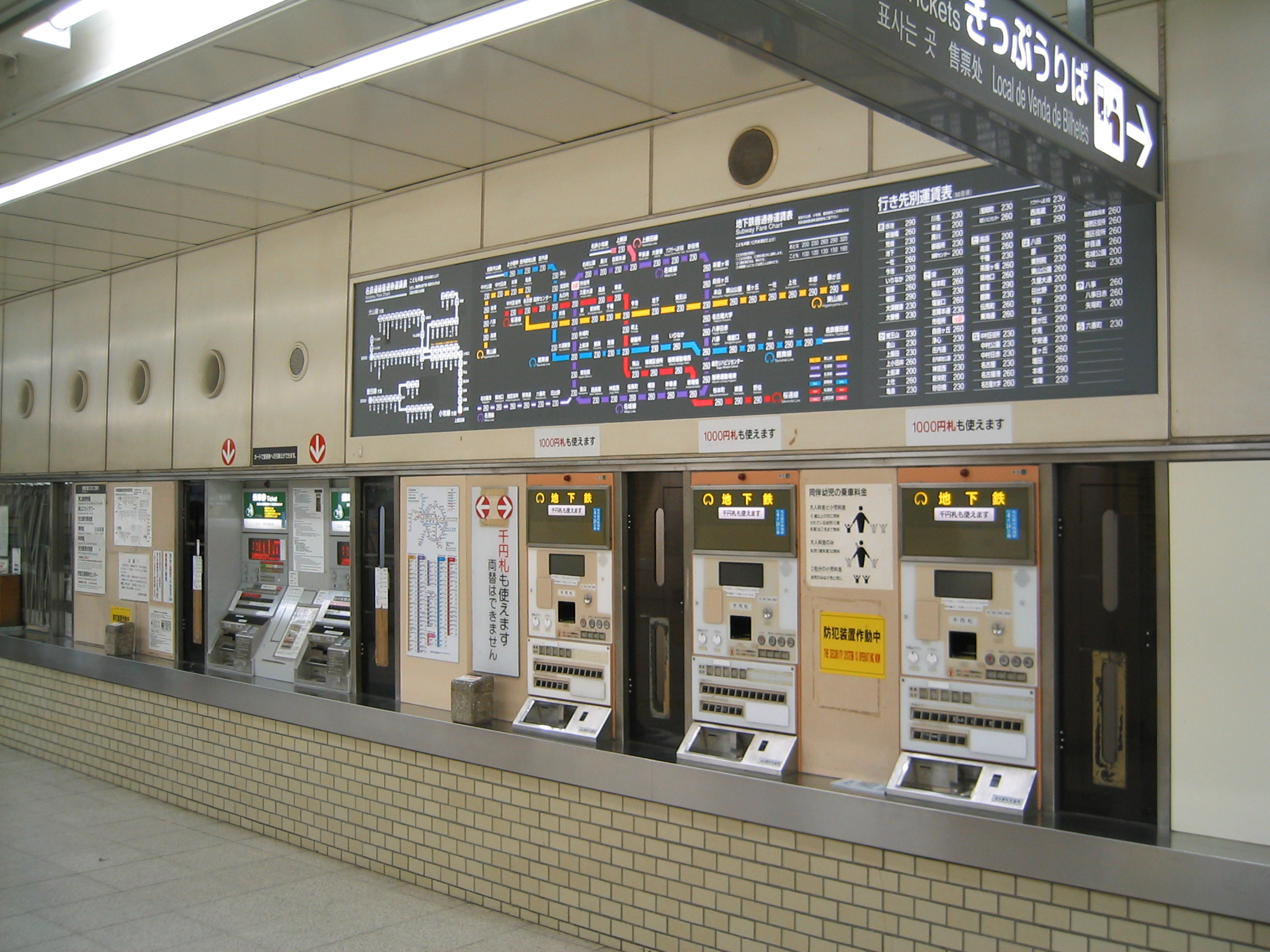
Expenedors de bitllets

La línia és la més antiga de la xarxa de Nagoya: té 22 estacions i fa 20,6 km de longitud. La seva part oriental es troba en un viaducte. Els trens, que tenen 6 cotxes, circulen amb una freqüència de 2 a 4 minuts. La via té un ample de 1.435 mm) i l'alimentació es fa mitjançant un tercer carril.

### Línies 2/4: Línies Meijō i Meikō
Aquestes 2 línies tenen una longitud de 33 km i 34 estacions. La freqüència de pas és de 3 a 10 minuts. Els trens, igual que a la línia Higashiyama, tenen 6 cotxes, circulen per una via d’ample normal i són subministrats per un tercer ferrocarril.
Després de completar la secció Nagoya Daigaku - Aratama-bashi el 2004, el nom del que havia esdevingut una línia circular es va canviar a Meijō ("Castell de Nagoya"), mentre que anteriorment es coneixia com a línia 4. El tram entre Kanayama i Hafen es coneix ara com la Línia Meikō ("Port de Nagoya").

### Línia 3: Línia Tsurumai
La línia té una longitud total de 20,4 km i 20 estacions. La freqüència de pas és de 4 a 10 minuts. Els trens consten de 6 cotxes, amb un ample de 1.067 mm i un subministrament per tercer carril. Els trens també circulen per la xarxa de Meitetsu en 2 línies fins a les estacions de Toyotashi i Inuyama. Aquests trens són tècnicament compatibles amb la xarxa Meitetsu. Tenint en compte el trànsit de la xarxa Meitetsu, la línia s'estén 60 km.

### Línia 6: Línia Sakura-dōri
La línia de 19,1 km té 21 estacions i circulen trens amb una freqüència de 4 a 10 minuts. Els trens tenen 5 cotxes i són alimentats elèctricament per catenària. L'espaiat de 1.067 mm. Tècnicament, la línia Sakura-dōri és similar a la línia Tsuramai; està prevista una extensió a la xarxa Meitetsu per a futures ampliacions, però no estan previstes abans del 2021. La línia Sakura-dori proporciona accés a les estacions mitjançant ascensors.

### Línia 7: Línia Kamiiida.
Aquesta línia només té 2 estacions a la ciutat, després continua per la línia Komaki del Meitetsu i va a Inuyama.

## Correspondència amb les altres xarxes
- a Nagoya:
  - JR Central: línies Chūō, Kansai, Tōkaidō i Shinkansen Tōkaidō
  - Meitetsu: línia Nagoya
  - ōKintetsu: línia Nagoya
  - Nagoya Seaside Rapid Railway : línia Aonami
- a Chikusa i Tsurumai: línia Chūō de la JR Central
- a Sakae: línia Seto de la Meitetsu
- a Ōzona: línia Chūō de la JR Central i línia Seto de la Meitetsu
- a Kanayama: línies Chūō i Tōkaidō de la JR Central i línia Nagoya de la Meitetsu

- a Fujigaoka: Linimo (Un tren de levitació magnètica)

## Descripció del logo
El logotip del metro de Nagoya és una representació simplificada d’un túnel per on passa una filera de rails, a més de fer-se càrrec de les línies del Maruhachi, el logotip de la ciutat de Nagoya.